# Sebastian Kabas
Sebastian Kabas (* 15. August 1997) ist ein österreichischer Ruderer. Er gewann die Bronzemedaille bei den Europameisterschaften 2020 im Leichtgewichts-Doppelvierer.

## Karriere
Sein internationales Debüt feierte er bei den U23-Weltmeisterschaften 2016. Hier belegte er im Leichtgewichts-Doppelvierer zusammen mit Philipp Kellner, Maximilian Lex und Iurii Suchak den sechsten Platz im B-Finale und damit in der Endabrechnung den 12. Platz. Ein Jahr später konnte er bei den U23-Weltmeisterschaften 2017 in derselben Bootsklasse zusammen mit Julian Brabec, Julian Schöberl und Rainer Kepplinger die Silbermedaille hinter dem Boot aus der Schweiz gewinnen. Im September gewann er bei der U23-Europameisterschaft zusammen mit Alexander Maderner, Johannes Hafergut und Philipp Kellner die Goldmedaille im Leichtgewichts-Doppelvierer vor den Booten aus Estland und Deutschland.
2018 ging er in Linz/Ottensheim beim zweiten Ruder-Weltcup der Saison mit Lukas Kreitmeier, Levi Weber und Severin Erlmoser im Leichtgewichts-Doppelvierer an den Start. Mit 34/100 Rückstand auf die Crew aus Norwegen belegten sie den vierten Platz. Bei der anschließenden U23-Weltmeisterschaft rückte Umberto Bertagnoli für Lukas Kreitmeier in die Mannschaft. Am Ende reichte es aber nur zum vierten Platz im B-Finale und damit insgesamt zum 10. Platz. Zum Abschluss der Saison gewann er mit Lukas Kreitmeier, Umberto Bertagnoli und Levi Weber die Bronzemedaille im Leichtgewichts-Doppelvierer bei den U23-Europameisterschaften hinter den Deutschen und den Tschechen. Im folgenden Jahr startete er beim ersten Ruder-Weltcup der Saison in Plowdiw in der offenen Gewichtsklasse im Doppelvierer. Zusammen mit Bernhard Sieber, Philipp Kellner und Paul Sieber fuhr er auf den fünften Platz. In derselben Besetzung, allerdings wieder im Leichtgewichts-Doppelvierer gingen sie auch bei den Europameisterschaften an den Start, wo es zu Platz vier reichte. Beim zweiten Weltcup der Saison in Posen konnten die vier dann die Silbermedaille hinter dem Boot aus Italien gewinnen. Im August starteten sie dann auch auf den Weltmeisterschaften im eigenen Land, die in Linz/Ottensheim ausgetragen wurden. Hier gelang es ihnen den fünften Platz im A-Finale zu erreichen. Anschließend wechselte er mit Philipp Kellner in den Leichtgewichts-Doppelzweier. Die beiden gewannen bei der U23-Europameisterschaft die Bronzemedaille hinter den Griechen und Franzosen.
Im österreichischen Leichtgewichts-Doppelvierer nahm er auch an den Europameisterschaften 2020 teil. Mit Alexander Maderner, Lukas Kreitmeier und Philipp Kellner gewann er die Bronzemedaille hinter den Booten aus Italien und Deutschland.

## Internationale Erfolge
- 2016: 12. Platz U23-Weltmeisterschaften im Leichtgewichts-Doppelvierer
- 2017: Silbermedaille U23-Weltmeisterschaften im Leichtgewichts-Doppelvierer
- 2017: Goldmedaille U23-Europameisterschaften im Leichtgewichts-Doppelvierer
- 2018: 10. Platz U23-Weltmeisterschaften im Leichtgewichts-Doppelvierer
- 2018: Bronzemedaille U23-Europameisterschaften im Leichtgewichts-Doppelvierer
- 2019: 4. Platz Europameisterschaften im Leichtgewichts-Doppelvierer
- 2019: 5. Platz Weltmeisterschaften im Leichtgewichts-Doppelvierer
- 2019: Bronzemedaille U23-Europameisterschaften im Leichtgewichts-Doppelzweier
- 2020: Bronzemedaille Europameisterschaften im Leichtgewichts-Doppelvierer